# Oronomis xanthothysana
Oronomis xanthothysana là một loài bướm đêm trong họ Crambidae.